# おこみん
おこみんは、長野県志賀高原の観光PRキャラクター。

## 概要
志賀高原に生息するオコジョをモチーフとしたゆるキャラ。「どんぐり帽子」と呼ばれる茶色のベレー帽のような帽子をかぶっている。また首には「OKOmin」と書かれたバンダナをつけている。
オコジョの「オコ」とオコジョの英名アーミンの「ミン」を合わせておこみんと名付けられた。
別名「志賀高原の妖精」である。
志賀高原でスキーやスノーボード、スノーモービルをする様子の動画が多数公表されている。
2012年に発表。約200点の応募の中から採用された。
作者は福岡県のデザイナー。
ゆるキャラグランプリ2０19　総合順位273位 365ｐｔエントリーNo.650ご当地キャラ順位344位

## プロフィール
- 名前：おこみん
- 出身地：長野県志賀高原
- 性別：不詳
- 性格：楽しいこと、面白いことが大好き
- 年齢：不詳
- 別名：志賀高原の妖精
- 好物：タケノコ、ビール
- 特技：スキー、スノーボード、雪の上でのかくれんぼ、出会った人を幸せにすること
- 長所：運動神経抜群ですばしっこいところ
- 短所：ちょっと気が短く、おいしい物に目がないところ、神出鬼没
- 特徴：冬に真っ白な毛になり雪と一体になる